# 博哈特里夫卡 (扎波罗热州)
47°55′44″N 35°12′2″E / 47.92889°N 35.20056°E
博哈特里夫卡（烏克蘭語：Богатирівка）是位於烏克蘭東南部的村莊，由扎波羅熱州扎波羅熱区的米哈伊利夫卡市鎮負責管轄。該村面積1.1平方公里，2001年該村落人口1,239，人口密度每平方公里1,172.2人。